# حمله زن ۵۰ فوتی
حمله زن ۵۰ فوتی (انگلیسی: Attack of the 50 Foot Woman) یک فیلم درجه ب سیاه و سفید آمریکایی در ژانر علمی–تخیلی به کارگردانی نیتن اچ. جوران است که در سال ۱۹۵۸ منتشر شد.

## بازیگران
- الیسن هیز
- ویلیام هادسون
- ایوت ویکرز
- کن ترل